# Événements militaires des Cent-Jours
Septième Coalition
Batailles
Batailles des Cents-Jours
Campagne du duc d'Angoulême
- Ajaccio
- Bonifacio
- Montélimar
- Loriol

Campagne de Belgique
- Ligny
- Quatre-Bras
- Waterloo
- Wavre

Campagne de France de 1815
- Maubeuge
- Huningue
- La Souffel
- Vélizy
- Rocquencourt
- Sèvres
- Issy

Guerre napolitaine
- Panaro
- Ferrare
- Occhiobello
- Carpi
- Casaglia
- Ronco
- Cesenatico
- Pesaro
- Scapezzano
- Tolentino
- Ancône
- Castel di Sangro
- San Germano
- Gaète

Guerre de Vendée et Chouannerie de 1815
- Les Échaubrognes
- L'Aiguillon
- Aizenay
- Sainte-Anne-d'Auray
- Cossé
- Saint-Gilles-sur-Vie
- Redon
- Les Mathes
- Muzillac
- Rocheservière
- Thouars
- Auray
- Châteauneuf-du-Faou
- Guérande
- Fort-la-Latte

Les événements militaires des Cent-Jours sont l'ensemble des faits militaires, des campagnes et batailles survenus pendant la période dite des Cent-Jours qui virent le retour de Napoléon Bonaparte au pouvoir en France et la restauration provisoire de l'Empire. Un soulèvement royaliste dans l'Ouest est vite étouffé. La courte campagne de Belgique aboutit à la défaite militaire française à la bataille de Waterloo (18 juin 1815) et à l'invasion de la France par les Alliés, se terminant par à la seconde abdication de Napoléon et à son exil définitif à Sainte-Hélène où il mourut en 1821. Plusieurs forteresses continuent de résister après le départ de l'empereur, certaines jusqu'en septembre 1815. La France connaît une nouvelle occupation alliée jusqu'en 1818.

## Ultime mobilisation française

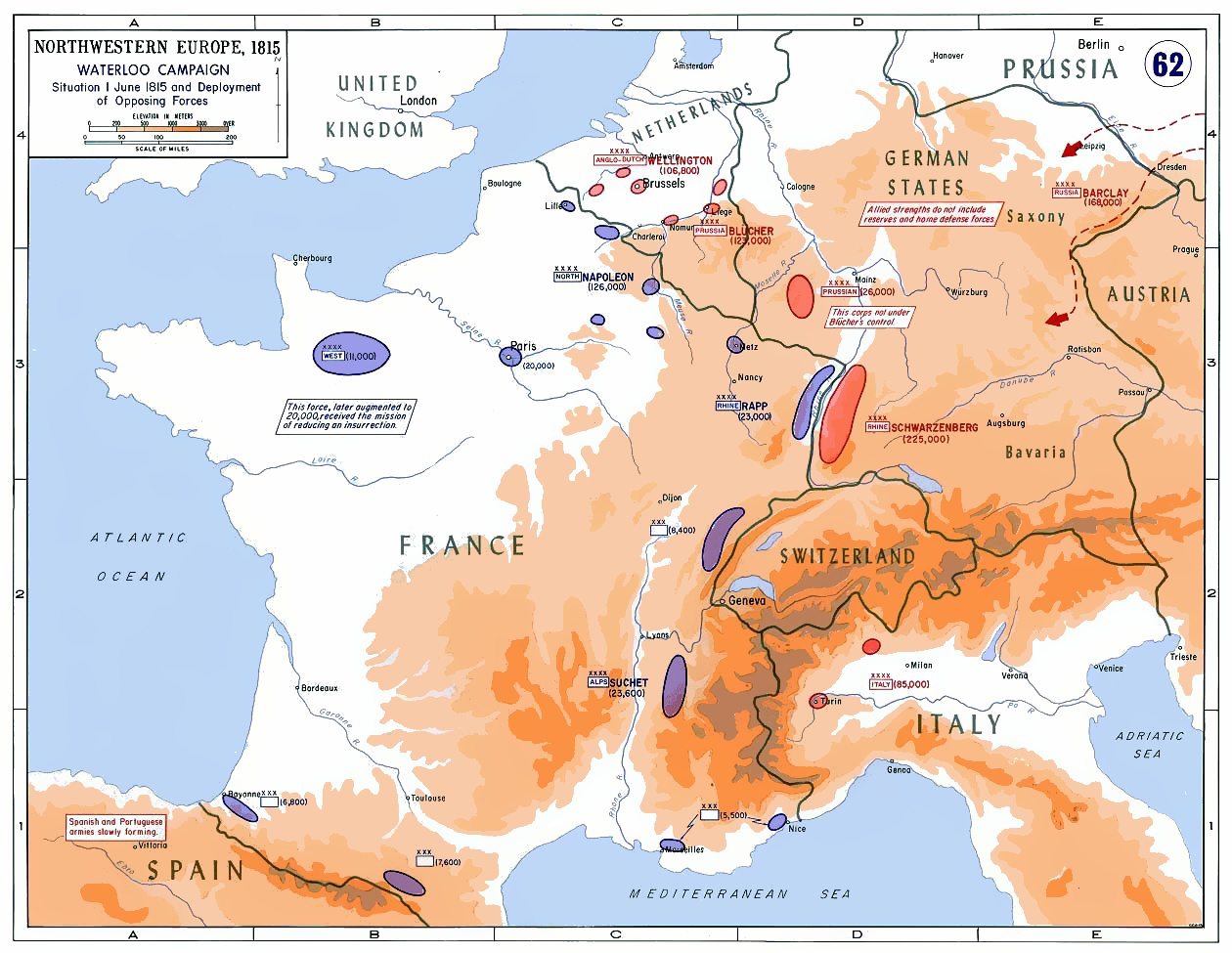
La situation stratégique en 1815.

Le congrès de Vienne, avant de se disperser le 9 juin 1815, proclame Napoléon « ennemi du repos public » : les monarchies européennes forment une Septième Coalition contre lui. Son seul allié possible, son ancien maréchal Joachim Murat, tente de soulever l'Italie contre les Autrichiens mais il est balayé en quelques semaines dans la guerre napolitaine.
Dès avril, l'Empereur et ses collaborateurs prennent un ensemble de mesures légales, administratives et techniques pour reconstruire les forces armées de terre.
« Ne pouvant, pour des causes politiques, rétablir la conscription, Napoléon se contente des 150 000 hommes dont 28 000 cavaliers laissés par le roi; il y ajoute 12 000 officiers  et 85 000 militaires en congé, retraités, insoumis, etc., rappelle la Garde impériale, lève des gardes nationaux... En dix semaines, il réunit environ 290 000 hommes de troupes actives, 220 000 de corps auxiliaires ; pousse aux frontières sept petits corps d'observation pour retarder l'ennemi le cas échéant, laisse des garnisons dans les places que l'on aura pas le temps de remettre en état et forme une armée de campagne à son commandement (Armée du Nord - NdA) ».
250 000 Français font face à environ 850 000 soldats alliés sur quatre fronts dont celui d'Alsace où Rapp avec 20 000 hommes fait face aux 220 000 Autrichiens de Schwarzenberg, celui des Alpes face au royaume de Piémont-Sardaigne et celui des Pyrénées face à l'Espagne de Ferdinand VII. Napoléon doit par ailleurs détacher 20 000 hommes dans l'ouest de la France pour faire face à une insurrection royaliste.

## Campagne de Belgique

### Batailles des Quatre-Bras et de Ligny
Le 14 juin au soir, Napoléon fait publier un ordre du jour dans lequel il emploie tous les moyens oratoires pour exciter l’ardeur et le courage de ses soldats, leur rappelant leurs anciennes victoires, leur supériorité sur des ennemis qu’ils avaient battus tant de fois, les dangers qui menaçaient la patrie.
Deux grandes armées ennemies se rassemblent aux Pays-Bas, l'anglo-néerlandaise de Wellington, ayant son quartier général à Bruxelles, et celle de Blücher, réunissant l'armée prussienne et celles des petites principautés allemandes, ayant le sien à Namur. Napoléon calcule qu'il leur faudra deux jours et prend des dispositions : dans la nuit du 15 au 16 juin, toute l’armée française passe la Sambre et bivouaque entre les deux armées ennemies.  
Le 16, le maréchal Ney, qui commandait la gauche, avait reçu ordre d’occuper avec 43 000 hommes, en avant des Quatre-Bras (croisement de quatre chemins), une position sur la route de Bruxelles. Cet ordre fut exécuté trop lentement et Ney ne put emporter la position qu'à la fin de la journée. Pendant ce temps, le matin du 16 juin, Napoléon tentait d'enfoncer les Prussiens à la bataille de Ligny : l’acharnement fut tel entre les deux armées ennemies que le village de Ligny fut pris et repris jusqu’à cinq fois. La perte de l’ennemi fut évaluée de 8 000 à 9 000 hommes. Blücher ordonna un repli vers l'est, faisant croire aux Français qu'il allait rejoindre des renforts à Liège, tout en commandant une attaque nocturne pour couvrir sa retraite. 
Le 17, à la pointe du jour, le général Pajol se mit à la poursuite des Prussiens et prit beaucoup de bagages. Napoléon n'ayant donné que trop tardivement, en milieu de journée, l'ordre de départ à Grouchy, celui-ci ne put rattraper les Prussiens qui se dirigeaient vers Wavre pour rejoindre les Britanniques sur la route de Bruxelles.

### Bataille de Waterloo

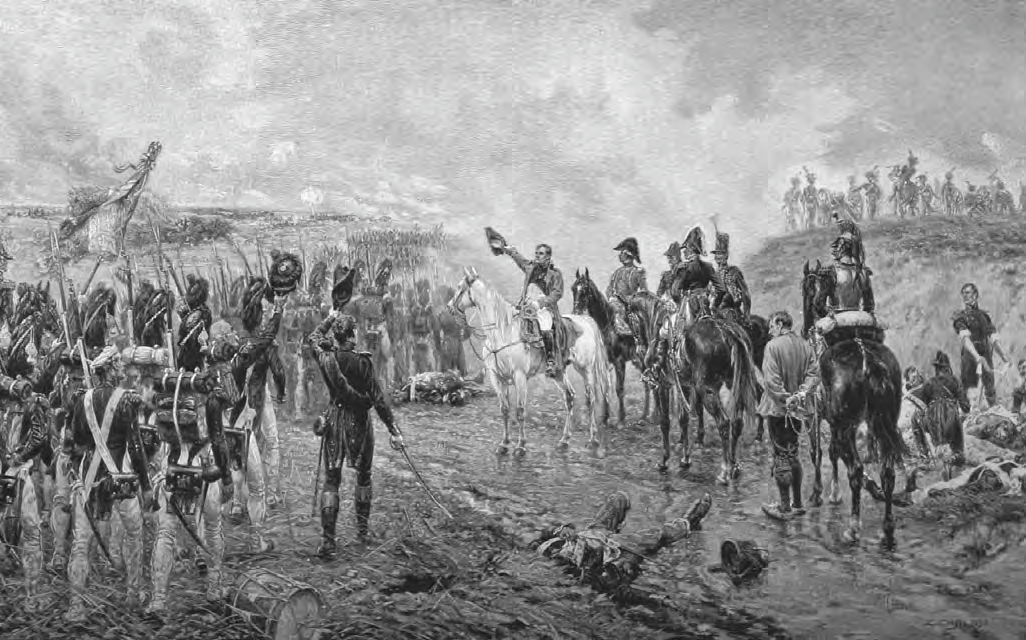
Napoléon saluant la Garde impériale partant au combat à Waterloo

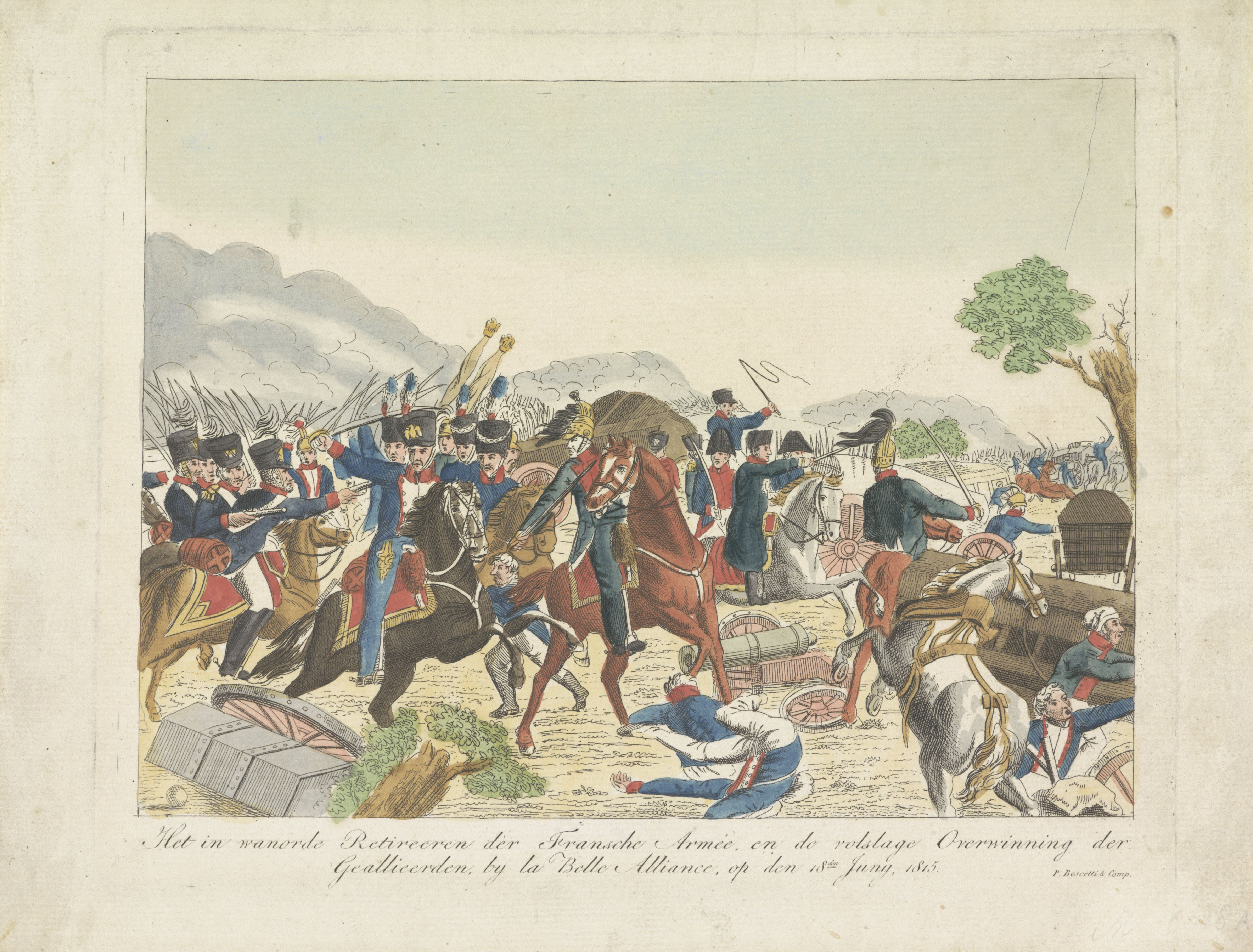
Napoléon en déroute abandonnant ses bagages, estampe néerlandais, 1815.

La bataille de Waterloo s'est déroulée le 18 juin 1815 et s'est terminée par la victoire décisive des deux armées de la Coalition: 
- celle des alliés, commandée par le duc de Wellington, composée de Britanniques, d'Allemands (contingents du Hanovre, du Brunswick, du Nassau) et de Néerlandais (unités belges et hollandaises) qui tient toute la journée contre les attaques françaises autour du mont Saint-Jean ;
- celle des Prussiens, commandée par le maréchal Blücher, qui, après un long détour par Wavre, arrive sur le flanc des Français en fin d'après-midi.

L'armée française, épuisée et démoralisée après une journée d'effort infructueux, est prise de panique ; elle s'enfuit à la tombée de la nuit. La cavalerie des Coalisés fait de nombreux prisonniers et s'empare même des berlines contenant les bagages personnels de Napoléon.

### Bataille de Wavre
Le même jour, la bataille de Wavre oppose le corps de Grouchy à une arrière-garde prussienne commandée par Johann von Thielmann : celle-ci, deux fois moins nombreuse, empêche les Français de passer la Dyle et ne se replie que le matin du 19, empêchant Grouchy de tomber sur les arrières de Blücher.

### Retraite de Grouchy

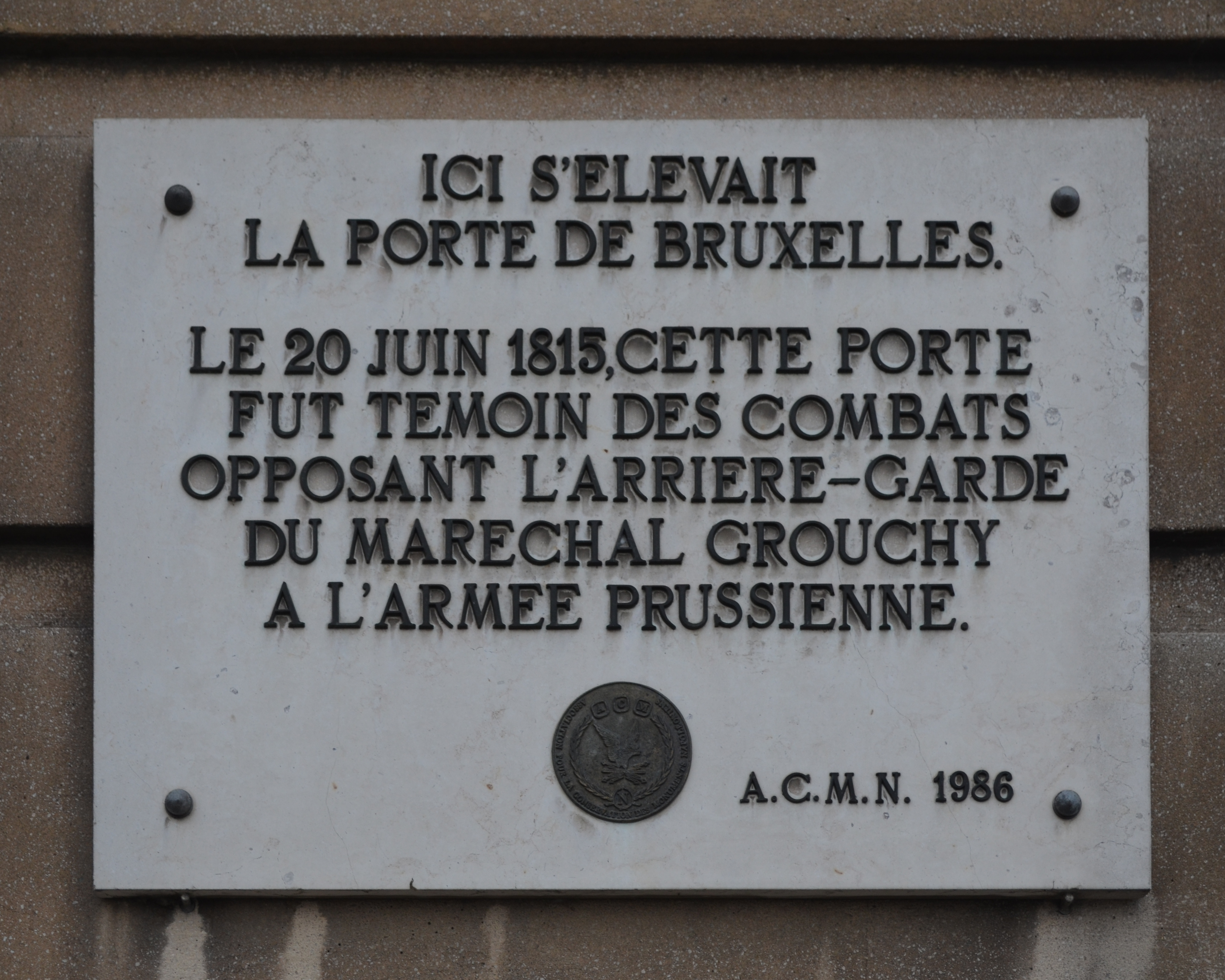
Plaque commémorative du combat du 20 juin 1815 entre le corps français du maréchal Grouchy et l'armée prussienne, ancienne porte de Bruxelles à Namur.

## Campagne de France

### Invasion alliée et chute de Paris

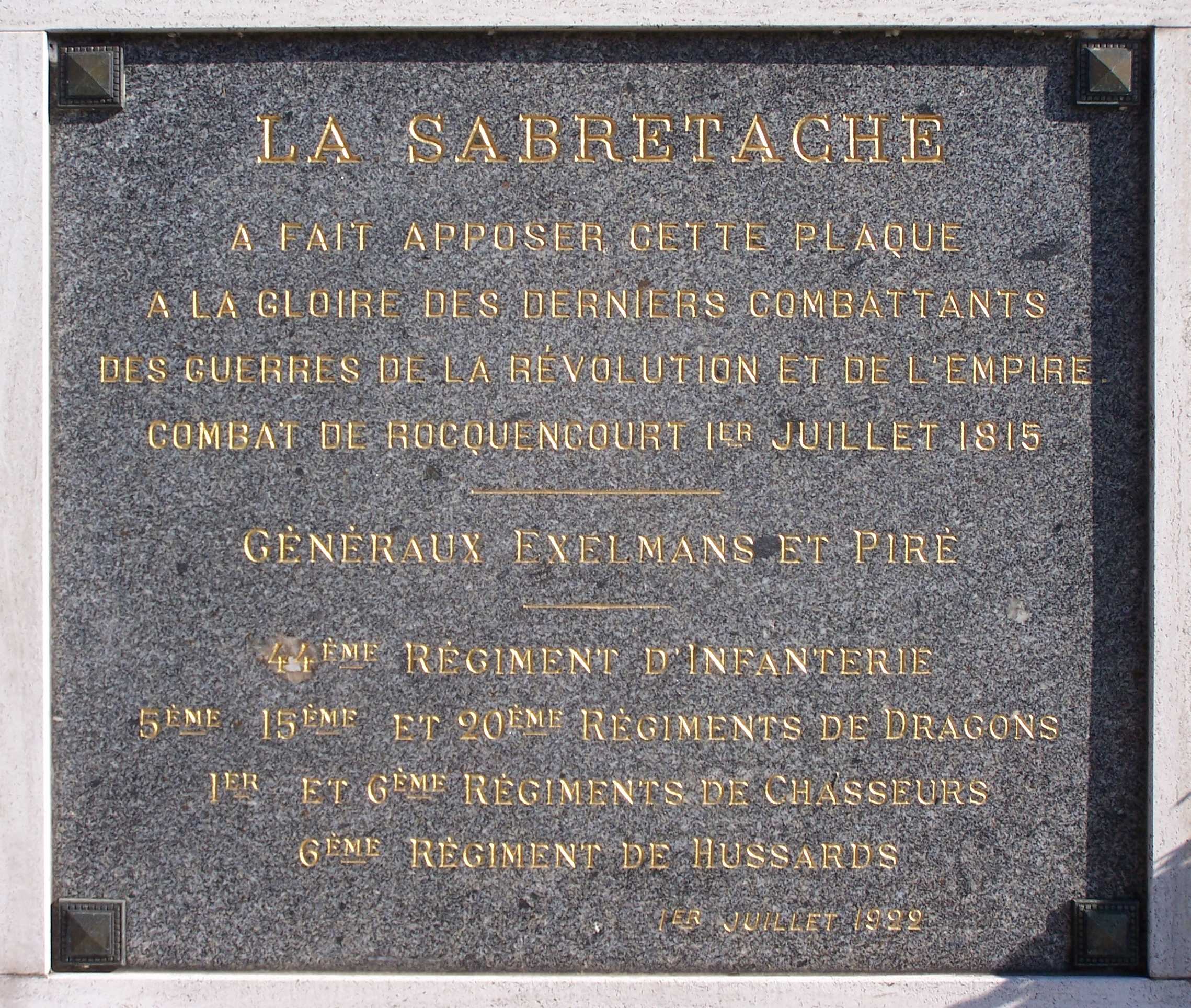
Plaque commémorative de la bataille de Rocquencourt.

Le 1er juillet 1815 - soit 13 jours après Waterloo et 9 jours après l'abdication de Napoléon Ier mais avant la signature de l'armistice - les troupes françaises, sous les ordres du maréchal Davout, et des généraux Exelmans et Piré, battent les Prussiens à Rocquencourt, faisant plus de 400 prisonniers. Ce sera là la dernière bataille gagnée des troupes impériales napoléoniennes. Deux jours plus tard, les Prussiens battent les Français à Issy-les-Moulineaux. Le combat d'Issy est la dernière tentative de l'armée française pour dégager Paris, avant l'armistice qui intervient le même jour entre la France et les Alliés.
Les Alliés entrent dans Paris le 8 juillet.

### Résistances dans le centre de la France
- Le château de Vincennes, au portes de Paris, est commandé par Daumesnil qui refuse de capituler ;
- Le maréchal Davout, ministre de la Guerre de Napoléon, s'établit près d'Orléans et rassemble une « armée de la Loire » ; il ne dépose les armes que le 14 juillet[2] ;

### Derniers combats dans le nord et l'est de la France

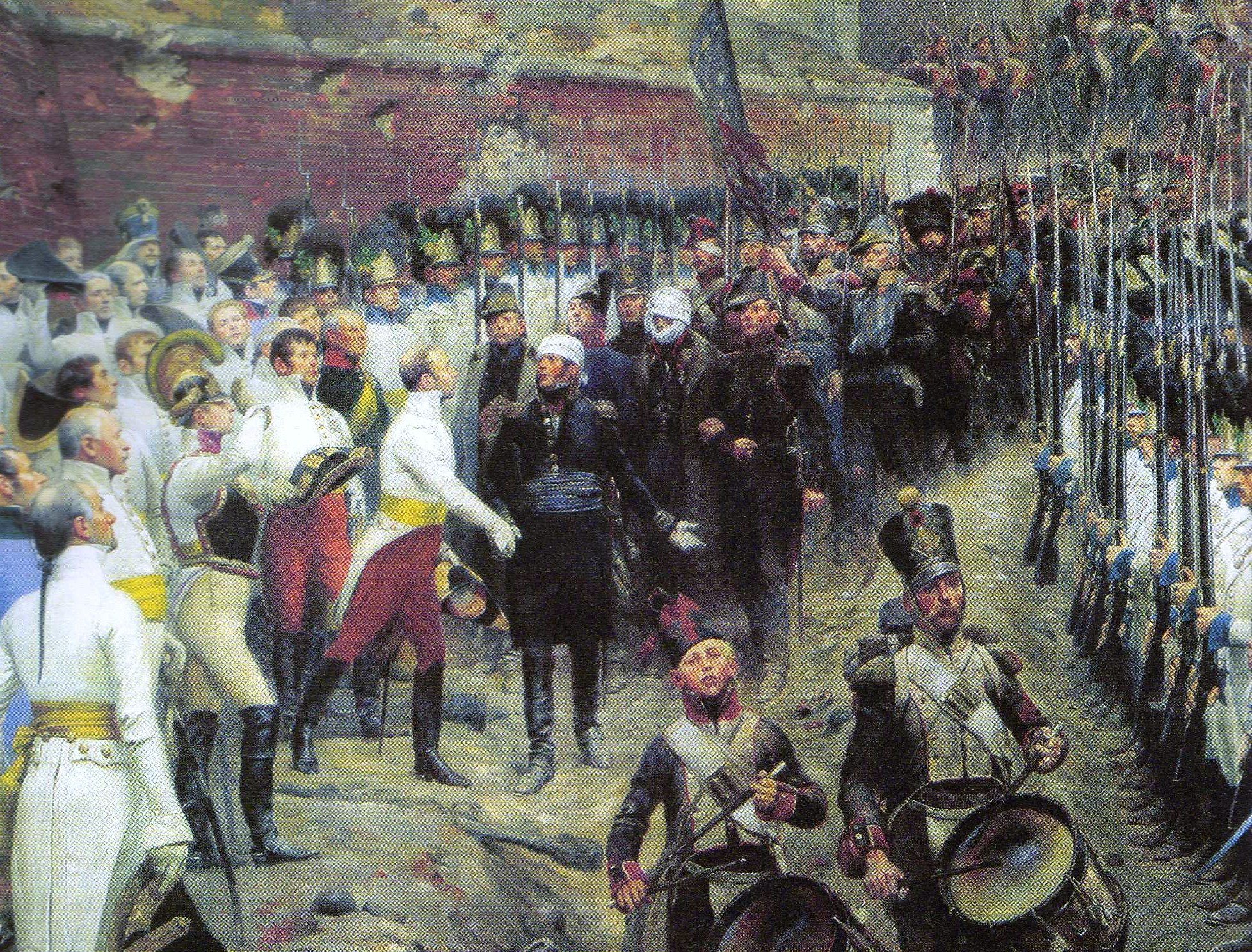
Sortie de la garnison de Huningue le 28 août 1815, par Édouard Detaille.

Les 28 et 29 juin, se déroule en Alsace la bataille de La Souffel menée par le général Rapp. 
Plusieurs forteresses françaises continuent de résister après Waterloo. Certaines sont encerclées par le 2e corps prussien :
- Le siège de Maubeuge, encerclée le 20 juin, s'achève par sa capitulation le 11 juillet[4] ;
- Landrecies est assiégée par les Prussiens de Borstell à partir du 24 juin et se rend le 21 juillet[5] ;
- Mariembourg, ville que le traité de Paris de 1814 avait laissée à la France, est assiégée le 24 juin et se rend le 28 juillet ;
- Les Prussiens ouvrent la tranchée devant Philippeville dans la nuit du 7 au 8 août et elle se rend dans la journée ;
- Rocroi se rend le 16 août ;
- Givet est encerclée du 29 juillet au 20 septembre, date à laquelle le roi de Prusse ordonne de lever le siège et de le remplacer par un simple blocus[6].

D'autres sont encerclées par le corps du Nord de la Confédération germanique :
- Sedan, assiégée le 22 juin, se rend le 27 juin ; la citadelle de Sedan ne se rend que le 15 septembre ;
- Bouillon est assiégée du 25 juin à la conclusion de la paix ; elle est occupée le 26 août par l'armée du royaume uni des Pays-Bas ;
- Mézières est assiégée à partir du 28 juin ; la ville limitrophe de Charleville est prise d'assaut le 29 juin ; Mézières capitule le 11 août et sa citadelle le 3 septembre ;
- Montmédy est assiégée à partir du 30 juin ; la ville est prise le 15 août et sa citadelle se rend le 22 septembre ;
- Longwy, bombardée dans la nuit du 1er au 2 juillet, se rend le 15 septembre[4].

D'autres forteresses sont assiégées par l'armée britannique et celle du royaume uni des Pays-Bas :
- Le siège de Valenciennes, assiégée par l'armée néerlandaise et défendue par le général Louis Emmanuel Rey avec quelques centaines de douaniers, commence le 30 juin ; la ville se rend le 12 août[7],[5] ;
- Condé-sur-l'Escaut, défendue par le maréchal de camp Jean-Gérard Bonnaire, refuse une offre de reddition le 7 juillet et fusille le commissaire envoyé par Louis XVIII[8] ;
- Le Quesnoy est assiégée[7] et se rend le 25 juin après quelques heures de canonnade[9].

L'armée russe est chargée d'encercler Metz, Thionville, Sarrelouis et Soissons ; elle se contente de les observer à distance. Le blocus de Soissons s'achève par un accord avec le gouvernement de Louis XVIII qui permet l'occupation de la ville le 14 août. 
Plusieurs forteresses de l'est de la France sont encerclées par l'armée autrichienne avec d'autres contingents alliés : 
- Landau in der Pfalz, ville encore française à cette date, encerclée par les troupes autrichiennes et prussiennes, de même que Bitche, encerclée par les troupes russes et prussiennes depuis le 26 juin, sont ouvertes à l'occupation alliée par décision de Louis XVIII le 14 août[7] ;
- Strasbourg est encerclée à partir du 28 juin par les troupes de Guillaume de Wurtemberg qui se contente de l'observer : les régiments français l'évacuent le 9 août[10].

Plusieurs forteresses d'Alsace connaissent un blocus plus ou moins long : Lichtenberg, La Petite-Pierre, Phalsbourg qui est bombardée dans la nuit du 5 au 6 juillet, Belfort, Sélestat jusqu'à ce qu'elle reconnaisse l'autorité de Louis XVIII le 22 juillet, Neuf-Brisach qui ne reconnaît Louis XVIII  que le 22 septembre. Le siège de Huningue commence le 17 juin : la ville est bombardée à partir du 17 août et se rend 10 jours plus tard. Huningue est assiégée par 20 000 Autrichiens. Le général Barbanègre, à la tête d'une garnison de moins de 400 hommes, tient la ville durant deux mois alors que Napoléon avait abdiqué depuis le 22 juin.
- Auxonne, sur la Saône, est bombardée dans la nuit du 26 au 27 août et se rend le jour suivant[10].